# Joachim Stadler
Joachim Stadler (Mosbach, 15 gennaio 1970) è un allenatore di calcio ed ex calciatore tedesco, di ruolo difensore.

## Palmarès

### Club

#### Competizioni nazionali
- Campionato tedesco: 1

Kaiserslautern: 1990-1991
- Coppa di Germania: 2

Kaiserslautern: 1989-1990
Borussia Mönchengladbach: 1994-1995